# 裴伟良
裴伟良（英语：William Martyn Baird，韩语：윌리엄 M. 베어드 편집하기，1862年6月16日—1931年11月29日）是美北长老会传教士，韩国崇实大学的创始人和第一任校长（1897年 10月- 1915年3月）。
1862年6月16日，裴伟良出生于美国印第安纳州，就读于汉诺威学院（Hanover College），1885年获学士，1903年获硕士，1913年获神学博士；以及麦考密克神学院（McCormick Theological Seminary），毕业于1888年。1890年12月18日，裴伟良与安妮•劳里•亚当斯（Annie Laurie Adams Baird）结婚不到两个月，即接受美北长老会差遣，启航前往韩国传教，于1891年抵达。同年9月，他在釜山第一次讲道。1893年4月22日，裴伟良创建了大邱第一教会。
1897年裴伟良移居平壤后，开始创办学校，1900年发展为崇实学堂（숭실학당），1906年发展成为韩国第一所现代大学，1908年毕业了第一批学生。
1931年，裴伟良参加崇实中学的开学典礼后，染上伤寒去世。崇实校园的裴伟良馆（Baird Hall）以他的名字命名，那里还有他的青铜半身像。
在美国费城的长老会历史学会（Presbyterian Historical Society），收藏有裴伟良和他第一任妻子安妮•劳里•贝尔德（1916 年去世）早年在韩国传教时的日记和信件，  ，以及裴伟良、他的兄弟理查德以及他的妻子安娜的家庭信件和照片。